# Großer Preis von Belgien 2012
Der Große Preis von Belgien 2012 (offiziell 2012 Formula 1 Shell Belgian Grand Prix) fand am 2. September auf dem Circuit de Spa-Francorchamps in Spa statt und war das zwölfte Rennen der Formel-1-Weltmeisterschaft 2012.

## Berichte

### Hintergrund
Nach dem Großen Preis von Ungarn führte Fernando Alonso in der Fahrerwertung mit 40 Punkten vor Mark Webber und 42 Punkten vor Sebastian Vettel. In der Konstrukteurswertung führte Red Bull-Renault mit 53 Punkten vor McLaren-Mercedes und mit 54 Punkten vor Lotus-Renault.
Beim Großen Preis von Belgien stellte Pirelli den Fahrern die Reifenmischungen P Zero Hard (silber) und P Zero Medium (weiß), sowie für nasse Bedingungen Cinturato Intermediates (grün) und Cinturato Full-Wets (blau) zur Verfügung.
Michael Schumacher nahm an diesem Wochenende an seinem 300. Grand Prix teil. Da er bei einem Rennen, zu dem er sich qualifiziert hat, nicht gestartet war, war es allerdings erst sein 299. Start.
Mit Schumacher (sechsmal), Kimi Räikkönen (viermal), Felipe Massa, Lewis Hamilton und Vettel (jeweils einmal) traten fünf ehemalige Sieger zu diesem Grand Prix an.
Als Rennkommissare fungierten Yves Bacquelaine (BEL), Steven Chopping (AUS), Garry Connelly (AUS) und Eliseo Salazar (CHL).

### Training
Das erste freie Training fand unter regnerischen Bedingungen statt. Kamui Kobayashi erzielte die schnellste Runde vor Pastor Maldonado und Daniel Ricciardo. Kurz vor Ende des Trainings erlitt Massa einen Motorschaden. In diesem Training übernahm Valtteri Bottas den Williams von Bruno Senna und Dani Clos den HRT von Narain Karthikeyan.
Im zweiten freien Training blieb es bei nassen Bedingungen. Nur 18 Fahrer gingen überhaupt auf die Strecke. Eine Zeit setzten zehn Piloten. Die Zeiten kamen nur zu Stande, da die Piloten nach Abschluss des Trainings noch Startübungen auf dem Grid durchführten. Charles Pic war der schnellste vor Daniel Ricciardo und Alonso.
Im dritten freien Training war die Strecke trocken. Nico Rosberg rollte nach zwölf Minuten mit technischen Problemen aus. Alonso fuhr die Bestzeit vor Räikkönen und Sergio Pérez.

### Qualifying
Im ersten Teil des Qualifyings erzielte Maldonado die schnellste Runde. Die HRT-, Marussia- und Caterham-Piloten sowie Rosberg schieden aus. Im zweiten Abschnitt war Jenson Button der Schnellste. Die Toro Rosso-Piloten sowie Senna, Massa, Schumacher, Nico Hülkenberg und Vettel schieden aus. Im letzten Abschnitt behielt Button die Führung. Kobayashi wurde Zweiter vor Maldonado.
In der Startaufstellung wurden Rosberg und Webber wegen vorzeitiger Getriebewechsel um fünf Positionen sowie Maldonado wegen Behinderns von Hülkenberg um drei Positionen nach hinten versetzt.

### Rennen
Der Große Preis von Belgien begann mit einer Massenkollision vor der ersten Kurve, bei der Hamilton, Alonso, Pérez und Romain Grosjean ausschieden. Hamilton wurde von Grosjean abgedrängt und verlor dadurch die Kontrolle über sein Fahrzeug. Dieses Manöver löste eine Kettenreaktion aus, bei der diese vier Piloten ausschieden. Grosjean hob ab und flog mit seinem Fahrzeug durch die Luft. Dabei verfehlte er den Helm von Alonso knapp. Alle Fahrer blieben unverletzt. Es war Alonsos erster Ausfall nach dem Großen Preis von Kanada 2011. In den 23 dazwischenliegenden Rennen erzielte er durchgängig Punkte. Die Rennkommissare sperrten Grosjean, den Verursacher der Kollision, für das nächste Rennen.
Der Startunfall löste eine Safety-Car-Phase aus. Button führte das Rennen vor Räikkönen und Hülkenberg an. In der Safety-Car-Phase gingen Pedro de la Rosa, Kobayashi und Maldonado zu Reparaturstopps an die Box. Maldonado war zudem mit einem Frühstart auffällig geworden.
Während Button sich nach dem Restart vorne absetzte, ging Hülkenberg an Räikkönen vorbei auf die zweite Position. Weiter hinten verunfallte Maldonado und schied aus. Im Mittelfeld gab es einige Überholmanöver. Unter anderem verbesserte sich Vettel durch Überholmanöver auf der Strecke vom zwölften auf den neunten Platz. In der zehnten Runde begannen die ersten Boxenstopps. Button, Schumacher und Vettel blieben von der vorderen Gruppe am längsten auf der Strecke, daher behielt Button seine Führung in dieser Phase durchgängig. Vor Schumachers Boxenstopp kam es vor der Boxeneinfahrt beinahe zu einer Kollision zwischen Schumacher und Vettel, als Schumacher Vettel beinahe den Weg abgeschnitten hätte.
Zur Halbzeit des Rennens führte Button mit etwa acht Sekunden vor Räikkönen, Hülkenberg, Webber, Massa, Vettel, Ricciardo, Schumacher, Jean-Éric Vergne und Paul di Resta. Kurz nach Rennhalbzeit begann die Phase der zweiten Boxenstopps für die Fahrer auf einer Zwei-Stopp-Strategie.
Kurz nachdem Karthikeyan mit einem Unfall ausgeschieden war, kam es zu Duellen zwischen Schumacher und Räikkönen um den dritten Platz. Schumacher, der noch nicht zum zweiten Mal an der Box gewesen war, wurde zunächst von Räikkönen vor der Bus-Stop-Schikane überholt. In der darauffolgenden Runde machte Schumacher mit Hilfe des Drag Reduction Systems (DRS) die Position auf der Kemmel-Geraden wieder gut und ging an Räikkönen vorbei. Zwei Runden später wagte Räikkönen vor der Eau Rouge einen Angriff auf Schumacher, der erfolgreich war. Hülkenberg, der hinter den zwei Kontrahenten auf dem fünften Platz lag, versuchte auf der Kemmel-Geraden auch an Schumacher vorbeizuziehen, scheiterte aber. Eine Runde später ging Hülkenberg zunächst vor La Source an Schumacher vorbei, wurde mit Hilfe des DRS aber auf der Kemmel-Gerade zurücküberholt. Kurz darauf gab Schumacher seine ursprüngliche Ein-Stopp-Strategie auf und wechselte ein zweites Mal die Reifen.
Während es im Mittelfeld noch einige Positionskämpfe gab, gewann Button das Rennen mit 13,624 Sekunden Vorsprung auf Vettel. Es war ein Start-Ziel-Sieg. Zu einem Grand Slam fehlte nur die schnellste Runde, die an den Zwölften Senna ging. Neben Button und Vettel war nur Pic (Platz 16) auf einer Ein-Stopp-Strategie unterwegs. Die Punkteränge komplettierten Räikkönen, Hülkenberg, Massa, Webber, Schumacher, Vergne, Ricciardo und di Resta.
Die Positionen in der Konstrukteursweltmeisterschaft auf den ersten drei Positionen blieben unverändert. In der Fahrerwertung behielt Alonso die Führung, büßte auf Grund seines ersten Ausfalls der Saison aber Vorsprung ein. Vettel und Webber tauschten die Positionen, wodurch Vettel auf den zweiten Rang kam.

## Meldeliste
| Team                          | Nr. | Fahrer             | Chassis           | Motor                | Reifen |
| ----------------------------- | --- | ------------------ | ----------------- | -------------------- | ------ |
| Red Bull Racing               | 01  | Sebastian Vettel   | Red Bull RB8      | Renault 2.4 V8       | P      |
| Red Bull Racing               | 02  | Mark Webber        | Red Bull RB8      | Renault 2.4 V8       | P      |
| Vodafone McLaren Mercedes     | 03  | Jenson Button      | McLaren MP4-27    | Mercedes-Benz 2.4 V8 | P      |
| Vodafone McLaren Mercedes     | 04  | Lewis Hamilton     | McLaren MP4-27    | Mercedes-Benz 2.4 V8 | P      |
| Scuderia Ferrari              | 05  | Fernando Alonso    | Ferrari F2012     | Ferrari 2.4 V8       | P      |
| Scuderia Ferrari              | 06  | Felipe Massa       | Ferrari F2012     | Ferrari 2.4 V8       | P      |
| Mercedes AMG Petronas F1 Team | 07  | Michael Schumacher | Mercedes F1 W03   | Mercedes-Benz 2.4 V8 | P      |
| Mercedes AMG Petronas F1 Team | 08  | Nico Rosberg       | Mercedes F1 W03   | Mercedes-Benz 2.4 V8 | P      |
| Lotus F1 Team                 | 09  | Kimi Räikkönen     | Lotus E20         | Renault 2.4 V8       | P      |
| Lotus F1 Team                 | 10  | Romain Grosjean    | Lotus E20         | Renault 2.4 V8       | P      |
| Sahara Force India F1 Team    | 11  | Paul di Resta      | Force India VJM05 | Mercedes-Benz 2.4 V8 | P      |
| Sahara Force India F1 Team    | 12  | Nico Hülkenberg    | Force India VJM05 | Mercedes-Benz 2.4 V8 | P      |
| Sauber F1 Team                | 14  | Kamui Kobayashi    | Sauber C31        | Ferrari 2.4 V8       | P      |
| Sauber F1 Team                | 15  | Sergio Pérez       | Sauber C31        | Ferrari 2.4 V8       | P      |
| Scuderia Toro Rosso           | 16  | Daniel Ricciardo   | Toro Rosso STR7   | Ferrari 2.4 V8       | P      |
| Scuderia Toro Rosso           | 17  | Jean-Éric Vergne   | Toro Rosso STR7   | Ferrari 2.4 V8       | P      |
| Williams F1 Team              | 18  | Pastor Maldonado   | Williams FW34     | Renault 2.4 V8       | P      |
| Williams F1 Team              | 19  | Valtteri Bottas    | Williams FW34     | Renault 2.4 V8       | P      |
| Williams F1 Team              | 19  | Bruno Senna        | Williams FW34     | Renault 2.4 V8       | P      |
| Caterham F1 Team              | 20  | Heikki Kovalainen  | Caterham CT01     | Renault 2.4 V8       | P      |
| Caterham F1 Team              | 21  | Witali Petrow      | Caterham CT01     | Renault 2.4 V8       | P      |
| HRT F1 Team                   | 22  | Pedro de la Rosa   | HRT F112          | Cosworth 2.4 V8      | P      |
| HRT F1 Team                   | 23  | Dani Clos          | HRT F112          | Cosworth 2.4 V8      | P      |
| HRT F1 Team                   | 23  | Narain Karthikeyan | HRT F112          | Cosworth 2.4 V8      | P      |
| Marussia F1 Team              | 24  | Timo Glock         | Marussia MR01     | Cosworth 2.4 V8      | P      |
| Marussia F1 Team              | 25  | Charles Pic        | Marussia MR01     | Cosworth 2.4 V8      | P      |

Anmerkungen
1. 1 2  Bottas fuhr den Williams mit der Nummer 19 im ersten freien Training. Senna übernahm das Fahrzeug anschließend für das restliche Rennwochenende.
2. 1 2  Clos fuhr den HRT mit der Nummer 23 im ersten freien Training. Karthikeyan übernahm das Fahrzeug anschließend für das restliche Rennwochenende.

## Klassifikationen

### Qualifying
| Pos.                                                                      | Fahrer             | Konstrukteur         | Q1       | Q2       | Q3       | Start |
| ------------------------------------------------------------------------- | ------------------ | -------------------- | -------- | -------- | -------- | ----- |
| 01                                                                        | Jenson Button      | McLaren-Mercedes     | 1:49,250 | 1:47,654 | 1:47,573 | 01    |
| 02                                                                        | Kamui Kobayashi    | Sauber-Ferrari       | 1:49,686 | 1:48,569 | 1:47,871 | 02    |
| 03                                                                        | Pastor Maldonado   | Williams-Renault     | 1:48,993 | 1:48,780 | 1:47,893 | 06    |
| 04                                                                        | Kimi Räikkönen     | Lotus-Renault        | 1:49,546 | 1:48,414 | 1:48,205 | 03    |
| 05                                                                        | Sergio Pérez       | Sauber-Ferrari       | 1:49,642 | 1:47,980 | 1:48,219 | 04    |
| 06                                                                        | Fernando Alonso    | Ferrari              | 1:49,401 | 1:48,598 | 1:48,313 | 05    |
| 07                                                                        | Mark Webber        | Red Bull-Renault     | 1:49,859 | 1:48,546 | 1:48,392 | 12    |
| 08                                                                        | Lewis Hamilton     | McLaren-Mercedes     | 1:49,605 | 1:48,563 | 1:48,394 | 07    |
| 09                                                                        | Romain Grosjean    | Lotus-Renault        | 1:50,126 | 1:48,714 | 1:48,538 | 08    |
| 10                                                                        | Paul di Resta      | Force India-Mercedes | 1:50,033 | 1:48,729 | 1:48,890 | 09    |
| 11                                                                        | Sebastian Vettel   | Red Bull-Renault     | 1:49,722 | 1:48,792 | –        | 10    |
| 12                                                                        | Nico Hülkenberg    | Force India-Mercedes | 1:49,362 | 1:48,855 | –        | 11    |
| 13                                                                        | Michael Schumacher | Mercedes             | 1:49,742 | 1:49,081 | –        | 13    |
| 14                                                                        | Felipe Massa       | Ferrari              | 1:49,588 | 1:49,147 | –        | 14    |
| 15                                                                        | Jean-Éric Vergne   | Toro Rosso-Ferrari   | 1:49,763 | 1:49,354 | –        | 15    |
| 16                                                                        | Daniel Ricciardo   | Toro Rosso-Ferrari   | 1:49,572 | 1:49,543 | –        | 16    |
| 17                                                                        | Bruno Senna        | Williams-Renault     | 1:49,958 | 1:50,088 | –        | 17    |
| 18                                                                        | Nico Rosberg       | Mercedes             | 1:50,181 | –        | –        | 23    |
| 19                                                                        | Heikki Kovalainen  | Caterham-Renault     | 1:51,739 | –        | –        | 18    |
| 20                                                                        | Witali Petrow      | Caterham-Renault     | 1:51,967 | –        | –        | 19    |
| 21                                                                        | Timo Glock         | Marussia-Cosworth    | 1:52,336 | –        | –        | 20    |
| 22                                                                        | Pedro de la Rosa   | HRT-Cosworth         | 1:53,030 | –        | –        | 21    |
| 23                                                                        | Charles Pic        | Marussia-Cosworth    | 1:53,493 | –        | –        | 22    |
| 24                                                                        | Narain Karthikeyan | HRT-Cosworth         | 1:54,989 | –        | –        | 24    |
| 107-Prozent-Zeit: 1:56,622 min (bezogen auf Q1-Bestzeit von 1:48,993 min) |                    |                      |          |          |          |       |

Anmerkungen
1. ↑  Maldonado wurde wegen Behinderns von Hülkenberg im Qualifying um drei Positionen nach hinten versetzt.
2. ↑  Webber wurde aufgrund eines Getriebewechsels um fünf Positionen nach hinten versetzt.
3. ↑  Rosberg wurde aufgrund eines Getriebewechsels um fünf Positionen nach hinten versetzt.

1. 1 2 3 4 5 6 7 8 9 10 11 12 13 14 15 16 17 18 19 20  Rennwagen mit KERS

### Rennen
| Pos. | Fahrer             | Konstrukteur         | Runden | Stopps | Zeit        | Start | Schnellste Runde |
| ---- | ------------------ | -------------------- | ------ | ------ | ----------- | ----- | ---------------- |
| 01   | Jenson Button      | McLaren-Mercedes     | 44     | 1      | 1:29:08,530 | 01    | 1:54,293 (40.)   |
| 02   | Sebastian Vettel   | Red Bull-Renault     | 44     | 1      | + 13,624    | 10    | 1:54,198 (39.)   |
| 03   | Kimi Räikkönen     | Lotus-Renault        | 44     | 2      | + 25,334    | 03    | 1:53,640 (34.)   |
| 04   | Nico Hülkenberg    | Force India-Mercedes | 44     | 2      | + 27,843    | 11    | 1:53,760 (40.)   |
| 05   | Felipe Massa       | Ferrari              | 44     | 2      | + 29,845    | 14    | 1:53,464 (30.)   |
| 06   | Mark Webber        | Red Bull-Renault     | 44     | 2      | + 31,244    | 12    | 1:53,768 (42.)   |
| 07   | Michael Schumacher | Mercedes             | 44     | 2      | + 53,374    | 13    | 1:53,507 (37.)   |
| 08   | Jean-Éric Vergne   | Toro Rosso-Ferrari   | 44     | 2      | + 58,865    | 15    | 1:53,995 (31.)   |
| 09   | Daniel Ricciardo   | Toro Rosso-Ferrari   | 44     | 2      | + 1:02,982  | 16    | 1:54,605 (42.)   |
| 10   | Paul di Resta      | Force India-Mercedes | 44     | 2      | + 1:03,783  | 09    | 1:54,562 (28.)   |
| 11   | Nico Rosberg       | Mercedes             | 44     | 2      | + 1:05,111  | 23    | 1:53,073 (39.)   |
| 12   | Bruno Senna        | Williams-Renault     | 44     | 2      | + 1:11,529  | 17    | 1:52,822 (43.)   |
| 13   | Kamui Kobayashi    | Sauber-Ferrari       | 44     | 3      | + 1:56,119  | 02    | 1:55,598 (26.)   |
| 14   | Witali Petrow      | Caterham-Renault     | 43     | 2      | + 1 Runde   | 19    | 1:56,741 (28.)   |
| 15   | Timo Glock         | Marussia-Cosworth    | 43     | 2      | + 1 Runde   | 20    | 1:56,956 (30.)   |
| 16   | Charles Pic        | Marussia-Cosworth    | 43     | 1      | + 1 Runde   | 22    | 1:57,939 (27.)   |
| 17   | Heikki Kovalainen  | Caterham-Renault     | 43     | 2      | + 1 Runde   | 18    | 1:56,475 (33.)   |
| 18   | Pedro de la Rosa   | HRT-Cosworth         | 43     | 3      | + 1 Runde   | 21    | 1:57,315 (30.)   |
| –    | Narain Karthikeyan | HRT-Cosworth         | 29     | 2      | DNF         | 24    | 1:59,113 (16.)   |
| –    | Pastor Maldonado   | Williams-Renault     | 4      | 1      | DNF         | 06    | 2:56,181 (04.)   |
| –    | Sergio Pérez       | Sauber-Ferrari       | 0      | 0      | DNF         | 04    | –                |
| –    | Fernando Alonso    | Ferrari              | 0      | 0      | DNF         | 05    | –                |
| –    | Lewis Hamilton     | McLaren-Mercedes     | 0      | 0      | DNF         | 07    | –                |
| –    | Romain Grosjean    | Lotus-Renault        | 0      | 0      | DNF         | 08    | –                |

Anmerkungen
1. 1 2 3 4 5 6 7 8 9 10 11 12 13 14 15 16 17 18 19 20  Rennwagen mit KERS

## WM-Stände nach dem Rennen
Die ersten zehn des Rennens bekamen 25, 18, 15, 12, 10, 8, 6, 4, 2 bzw. 1 Punkt(e).

### Fahrerwertung
| Pos. | Fahrer             | Konstrukteur     | Punkte |
| ---- | ------------------ | ---------------- | ------ |
| 01   | Fernando Alonso    | Ferrari          | 164    |
| 02   | Sebastian Vettel   | Red Bull-Renault | 140    |
| 03   | Mark Webber        | Red Bull-Renault | 132    |
| 04   | Kimi Räikkönen     | Lotus-Renault    | 131    |
| 05   | Lewis Hamilton     | McLaren-Mercedes | 117    |
| 06   | Jenson Button      | McLaren-Mercedes | 101    |
| 07   | Nico Rosberg       | Mercedes         | 77     |
| 08   | Romain Grosjean    | Lotus-Renault    | 76     |
| 09   | Sergio Pérez       | Sauber-Ferrari   | 47     |
| 10   | Michael Schumacher | Mercedes         | 35     |
| 11   | Felipe Massa       | Ferrari          | 35     |
| 12   | Kamui Kobayashi    | Sauber-Ferrari   | 33     |

| Pos. | Fahrer             | Konstrukteur         | Punkte |
| ---- | ------------------ | -------------------- | ------ |
| 13   | Nico Hülkenberg    | Force India-Mercedes | 31     |
| 14   | Pastor Maldonado   | Williams-Renault     | 29     |
| 15   | Paul di Resta      | Force India-Mercedes | 28     |
| 16   | Bruno Senna        | Williams-Renault     | 24     |
| 17   | Jean-Éric Vergne   | Toro Rosso-Ferrari   | 8      |
| 18   | Daniel Ricciardo   | Toro Rosso-Ferrari   | 4      |
| 19   | Witali Petrow      | Caterham-Renault     | 0      |
| 20   | Heikki Kovalainen  | Caterham-Renault     | 0      |
| 21   | Timo Glock         | Marussia-Cosworth    | 0      |
| 22   | Charles Pic        | Marussia-Cosworth    | 0      |
| 23   | Narain Karthikeyan | HRT-Cosworth         | 0      |
| 24   | Pedro de la Rosa   | HRT-Cosworth         | 0      |

### Konstrukteurswertung
| Pos. | Konstrukteur     | Punkte |
| ---- | ---------------- | ------ |
| 01   | Red Bull-Renault | 272    |
| 02   | McLaren-Mercedes | 218    |
| 03   | Lotus-Renault    | 207    |
| 04   | Ferrari          | 199    |
| 05   | Mercedes         | 112    |
| 06   | Sauber-Ferrari   | 80     |

| Pos. | Konstrukteur         | Punkte |
| ---- | -------------------- | ------ |
| 07   | Force India-Mercedes | 59     |
| 08   | Williams-Renault     | 53     |
| 09   | Toro Rosso-Ferrari   | 12     |
| 10   | Caterham-Renault     | 0      |
| 11   | Marussia-Cosworth    | 0      |
| 12   | HRT-Cosworth         | 0      |